# Saussurella
Saussurella is een geslacht van rechtvleugeligen uit de familie doornsprinkhanen (Tetrigidae). De wetenschappelijke naam van dit geslacht is voor het eerst geldig gepubliceerd in 1887 door Bolívar.

## Soorten
Het geslacht Saussurella omvat de volgende soorten:
- Saussurella acuticornis Zheng, 1998
- Saussurella borneensis Hancock, 1912
- Saussurella cornuta Haan, 1842
- Saussurella curticornus Hancock, 1912
- Saussurella decurva Brunner von Wattenwyl, 1893
- Saussurella indica Hancock, 1912
- Saussurella inelevata Podgornaya, 1992
- Saussurella javanica Bolívar, 1898
- Saussurella longiptera Yin, 1984